# انقلاب فوریه
انقلاب فوریه (روسی: Февра́льская револю́ция، آوانگاری Fevral'skaya revolyutsiya؛ IPA: [fʲɪvˈralʲskəjə rʲɪvɐˈlʲutsɨjə]) که در تاریخ‌نگاری شوروی معروف به انقلاب دموکراتیک بورژاوی فوریه یا انقلاب مارس است، نخستین گام از دو انقلابی بود که در سال ١٩١٧ در روسیه رخ داد. 
رویدادهای اصلی انقلاب در پتروگراد (سنت پترزبورگ کنونی)، پایتخت آن زمان روسیه، و در نزدیکی آن اتفاق افتاد. در آنجا نارضایتی طولانی مدت از سلطنت به اعتراضات گسترده علیه جیره بندی مواد غذایی در ٢٣ فوریه سبک قدیم (٨ مارس سبک جدید) تبدیل شد. فعالیت انقلابی حدود هشت روز به طول انجامید که شامل تظاهرات گسترده و درگیری‌های مسلحانه خشونت آمیز با پلیس و ژاندارم‌ها، آخرین نیروهای وفادار به سلطنت روسیه، بود. در ٢٧ فوریه سبک قدیم (١٢ مارس سبک جدید) نیروهای پادگان پایتخت در کنار انقلابیون قرار گرفتند. سه روز بعد تزار نیکلای دوم از سلطنت کناره‌گیری کرد و حکومت دودمان رومانوف و امپراتوری روسیه پایان یافت. پس از این واقعه یک دولت موقت به رهبری شاهزاده گئورگی لووف جایگزین شورای وزیران روسیه شد.
دولت موقت به شدت منفور بود و مجبور شد قدرت دوگانه را با شورای پتروگراد تقسیم کند. پس از روزهای ژوئیه، که در آن دولت صدها معترض را کشت، الکساندر کرنسکی رئیس دولت شد. او نتوانست مشکلات فوری روسیه، از جمله کمبود مواد غذایی و بیکاری گسترده را برطرف کند، زیرا تلاش می کرد روسیه را درگیر جنگ جهانی اول نگه دارد. شکست های دولت موقت منجر به انقلاب اکتبر توسط بلشویک های کمونیست در اواخر همان سال شد. انقلاب فوریه کشور را تضعیف کرده بود. انقلاب اکتبر آن را شکست و منجر به جنگ داخلی روسیه و در نهایت تشکیل اتحاد جماهیر شوروی شد.
به نظر می‌رسد که انقلاب بدون هیچ گونه رهبری واقعی یا برنامه ریزی رسمی رخ داده است. روسیه از تعدادی مشکلات اقتصادی و اجتماعی رنج می‌برد که پس از شروع جنگ جهانی اول در سال ١۹١۴ تشدید شد. سربازان ناراضی از پادگان شهر به شورشیان نان، عمدتاً زنان در صف نان، و اعتصاب کنندگان صنعتی در خیابان‌ها پیوستند. با ترک روزافزون سربازان از پادگان بی‌انضباط پایتخت، و با دور شدن نیروهای وفادار در جبهه، شهر دچار هرج و مرج شد، و منجر به تصمیم تزار برای کناره گیری تحت نظر ژنرال هایش گردید. در مجموع، بیش از ١٣٠٠ نفر در تظاهرات فوریه ١٩١٧ کشته شدند. مورخین مختلف دلایل گوناگونی برای چگونگی آغاز انقلاب ذکر کرده‌اند. مورخان روسی زمان اتحاد جماهیر شوروی علت آن را خشم پرولتاریا علیه بورژوازی در حال رشد روسیه ذکر کردند. لیبرال های روسیه به جنگ جهانی اول اشاره کردند. رویزیونیست‌ها آن را به اختلافات زمینی پس از دوران سرف‌‌داری و اصلاحات الکساندر دوم ربط می‌دهند. مورخان مدرن ترکیبی از این عوامل را ذکر کرده و اسطوره‌سازی این واقعه را نقد می‌کنند.

## نام
این انقلاب، با وجود رخ‌دادن در ماه مارس گاه‌شماری گریگوری، بیشتر به انقلاب فوریه معروف است. زیرا در آن تاریخ روسیه هنوز از گاه‌شماری ژولینی استفاده می‌کرد. پس از اصلاح این تقویم توسط اتحاد جماهیر شوروی گاهی از این واقعه با عنوان "انقلاب مارس" نیز یاد می‌شد. برای جلوگیری از سردرگمی، هم تاریخ سبک قدیم و هم سبک جدید رویدادها آورده شده است.

## علت انقلاب فوریه

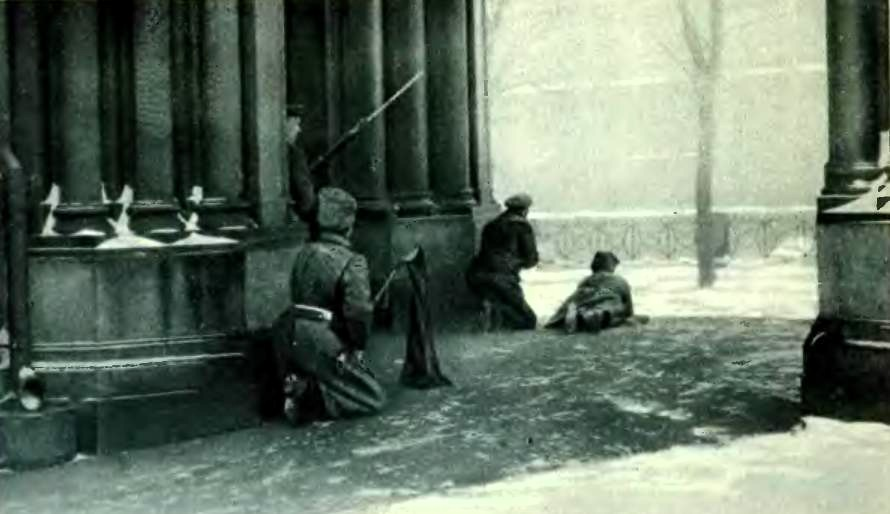
دانش آموزان و سربازان در حال شلیک به سمت پلیس مویکا

تعدادی از عوامل به صورت کوتاه مدت و بلند مدت به انقلاب فوریه کمک کردند. مورخان دربارهٔ عوامل اصلی که به این امر کمک کرده‌اند اختلاف نظر دارند. مورخان لیبرال برآشفتگی ناشی از جنگ تأکید می‌کنند، در حالی که مارکسیست‌ها بر اجتناب ناپذیری تغییر تأکید می‌کنند. رابینویچ علل اصلی درازمدت و کوتاه مدت را این چنین خلاصه می‌کند:
انقلاب فوریه ۱۹۱۷ … به سبب بی‌ثباتی سیاسی و اقتصادی پیش از جنگ، عقب ماندگی تکنولوژیکی و تقسیمات اجتماعی بنیادی، همراه با سوء مدیریت ناخوشایند جنگ، ادامه شکست نظامی، جابجایی اقتصادی داخلی و رسوایی‌های خشمگین در سراسر سلطنت، رشد کرد.

### عوامل درازمدت
گرچه شکست‌های نظامی امپراتوری روسیه در طول جنگ جهانی اول تأثیر مهمی در وقوع این انقلاب داشت، ولی ریشه‌های این انقلاب به قبل از آغاز جنگ جهانی اول، بر می‌گردد. از مهم‌ترین این موارد می‌توان به شکست‌های امپراتوری روسیه در طول قرن نوزدهم و اوایل قرن بیستم و همچنین مدرن ساختن ساختارهای اجتماعی، اقتصادی و سیاسی در آن دوران اشاره کرد. آن طور که ریچارد پایپس می‌نویسد، «ناسازگاری سرمایه‌داری و استبداد، تمام کسانی را که به این موضوع فکر می‌کردند، رنج می‌داد».
این شرایط سبب ایجاد تنش‌ها و آشفتگی‌های گوناگونی در میان طبقات کارگری و حرفه‌ای شد. این تنش‌ها، نخست منجر به انقلاب ۱۹۰۵ شد. نیکلای دوم توانست به تدریج انقلاب ۱۹۰۵ را سرکوب کند، ولی چند سال بعد یعنی در سال ۱۹۱۴ میلادی، با ورود امپراتوری روسیه به درگیری‌های جنگ جهانی اول، نارضایتی‌های عمومی به شدت گسترش یافت.

### عوامل کوتاه‌مدت
شکست‌های نظامی امپراتوری روسیه در طول جنگ جهانی اول و همچنین نارضایتی عمومی از نحوه اداره امور داخلی روسیه، مهم‌ترین عامل این انقلاب بود. چالش‌های اقتصادی ناشی از درگیری در یک جنگ تمام عیار نیز به این موضوع دامن زد.
در ماه اوت سال ۱۹۱۴، تمام طبقات مردم از انقلاب حمایت می‌کردند، اما تقریباً تمام نمایندگان سیاسی به نفع ورود روسیه به جنگ جهانی اول رأی دادند. ورود روسیه به جنگ جهانی اول، به‌طور موقت اختلافات داخلی را در روسیه کاهش داد. ارتش امپراتوری روسیه چند پیروزی اولیه (مانند پیروزی در سال ۱۹۱۵ در گالیسیا و در سال ۱۹۱۵ با حمله انتحاری بروسیلوف) به دست آورد، اما شکست‌ها همچنان در سال‌های ۱۹۱۴، نبرد تاننبرگ، نبردهای مازوری و فساد لهستان روسیه در ماه مه و اوت ۱۹۱۵ ادامه داشت. تقریباً شش میلیون تلفات (مرده، زخمی و گم شده) در ژانویه سال ۱۹۱۷ به وجود آمد. تردیدها (بیشتر به علت خستگی ساده و جنگی) افزایش یافتند، روحیه سربازان به کمترین حد خود رسیده بود و افسران و فرماندهان تازه‌وارد گاهی اوقات بسیار ناوارد بودند. نیروهای مسلح روسیه مانند اکثر ارتش‌های دیگر امکانات کافی نداشتند. در این هنگام دوما (مجلس نمایندگان پایین) و استاوکا (مقامات ارتش) شروع به نافرمانی از دستورهای تزار کردند.

## حوادث

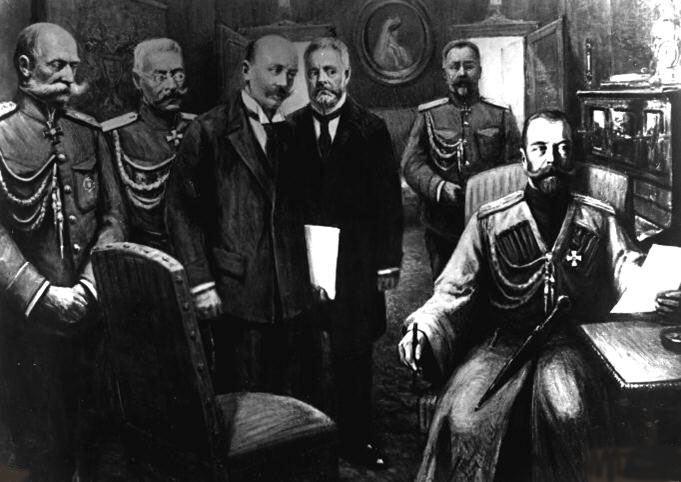
کناره‌گیری نیکلای دوم در ۱۵ مارس ۱۹۱۷ در قطار سلطنتی

شکست‌های روسیه در جنگ جهانی اول، حامیان نیکلای دوم در روسیه را به حداقل خود رسانده بود. ماه نوامبر سال ۱۹۱۶، نیکلای دوم قصد داشت نیکلای گولیتسین را به عنوان نخست‌وزیر منصوب کند ولی گولیتسین با اشاره به عدم آمادگی خود برای پذیرش مقام نخست‌وزیری، از نیکلای دوم خواست تا حکم انتصابش لغو شود. روز ۲۳ نوامبر، نیکلای دوم رسماً الکساندر ترپوف را به عنوان نخست‌وزیر منصوب کرد. الکساندر ترپوف تا ۲۰ ژانویه سال ۱۹۱۷ در سمت نخست‌وزیر روسیه باقی ماند. روز ۲۰ ژانویه نیکلای گولیتسین با حکم نیکلای دوم به سمت نخست‌وزیر روسیه منصوب شد. گولیتسین آخرین نخست‌وزیر منصوب شده از سوی نیکلای دوم بود.
اوایل ماه فوریه سال ۱۹۱۷ اکثر کارگران صنعتی در پتروگراد و مسکو دست به اعتصاب زدند. روز ۸ مارس، مصادف با روز بین‌المللی زن، کارگران کارخانه‌های نساجی، غالباً زنان، اقدام به اعتصاب کردند و خواهان دریافت نان شدند. آن‌ها می‌دانستند پتروگراد تنها برای ده روز آرد دارد. کارگران کارخانه‌های فلزات، مهم‌تر از همه کارخانه پوتیلوف، بزرگ‌ترین کارخانه تسلیحات در پتروگراد، نیز به زودی به این خیل پیوستند. حاکمان در ابتدا نگرانی زیادی نداشتند و تصور می‌کردند ناآرامی‌ها به جهت مسئله غذا است و آن‌ها قادر خواهند بود هر گونه قیام احتمالی را سرکوب کنند. با این حال، تظاهرات‌ها نه تنها ادامه پیدا کردند بلکه تعداد معترضان افزایش و شعارهای آن‌ها هر چه بیشتر ماهیت سیاسی یافت. روز ۹ مارس، طبق گزارش پلیس، بین ۱۵۰ تا ۲۰۰ هزار تظاهرات‌کننده گرد آمدند که بزرگترین از نوع خود پس از آغاز جنگ بود. روز بعد مردم بیشتری به خیابان‌ها ریختند.< منبع اعتراضات دهقانان نیز گسترش یافت. سوسیال دموکرات‌ها هدایت اعتراضات را در دست گرفتند.
با احساس خطر حاکمیت، نیکلای دوم از قرارگاه نیروی زمینی در موگیلف تلگرافی به ژنرال سرگی خابالوف، فرماندار نظامی پتروگراد، فرستاد و خواهان متوقف کردن ناآرامی‌ها «تا فردا» شد. روز ۱۱ مارس به سربازان دستور به گشودن آتش بر روی مردم داده شد. با وجود دستگیر شدن چندین تن از رهبران کارگری و آرام‌تر شدن اوضاع، سربازان دیگر میلی به دفاع از حکومت نداشتند. شورش به پادگان‌ها و سربازان رسید. چند روز آینده پتروگراد غرق در آشوب و هرج‌ومرج شد. تعداد بسیار بیشتری از سربازان به انقلابیون پیوستند و در عرض چند روز تقریباً دیگر چیزی از پادگان شهر باقی نماند. در نبود حاکمیت، قتل و غارت در شهر شیوع یافت.
روز ۱۱ مارس، نیکلای دوم فرمان انحلال مجلس روسیه را صادر کرد اما اکثر نمایندگان مجلس متفرق نشدند و با تصمیمات او مخالفت کردند. روز ۱۲ مارس آخرین دولت تزاری روسیه به رهبر گولیتسین استعفا داد. نیکلای دوم روز بعد خابالوف را که قادر به سامان دادن به آشفتگی نشده و تسلط بر اعصاب خود را نیز از دست داده بود، از مقامش خلع و ژنرال سال‌خورده نیکلای ایوانوف را جانشین او نمود. مسلماً دیگر برای صورت گرفتن هر کاری توسط ایوانوف دیر شده بود؛ او هیچ نیروی وفاداری در اختیار نداشت. هنگامی که سلسله‌مراتب فرماندهی و پیوندهای قدرت در روسیه از هم گسست نظم امپراتوری با سرعت شگفت‌انگیزی فروپاشید. سربازان که از نظام تزاری و رهبران ارتش نفرت و دشمنی یافته بودند، دیگر از فرامین مافوق‌های خود تبعیت نمی‌کردند.
با سرعت‌گرفتن حوادث، شامگاه ۱۲ مارس شورای وزیران روسیه آخرین جلسه خود را در کاخ مارینسکی برگزار کرد و به‌طور رسمی استعفای خود را به نیکلای دوم ارائه نمود. روز ۱۵ مارس، نیکلای دوم خود به نفع برادرش میخائیل، از سلطنت استعفا داد اما میخائیل از پذیرش سر باز زد. ژنرال میخائیل الکسیف، رئیس ستاد کل نیروهای مسلح روسیه با پشتیبانی تعدادی دیگر از ژنرال‌های عالی‌رتبه، یکی از مشوقان نیکلای دوم به این عمل بود. بدین ترتیب حکم‌رانی دودمان رومانوف‌ها بر روسیه پس از سیصد سال پایان یافت. مجلس دومای روسیه همان روز یک حکومت موقت را به رهبری شاهزاده گئورگی لووف و وزارت الکساندر کرنسکی از حزب سوسیال دموکرات مسئول اداره امور کشور ساخت.